# Música militar

Gaitero lidera un avance durante la Operación 'Epsom', el 26 de junio de 1944.

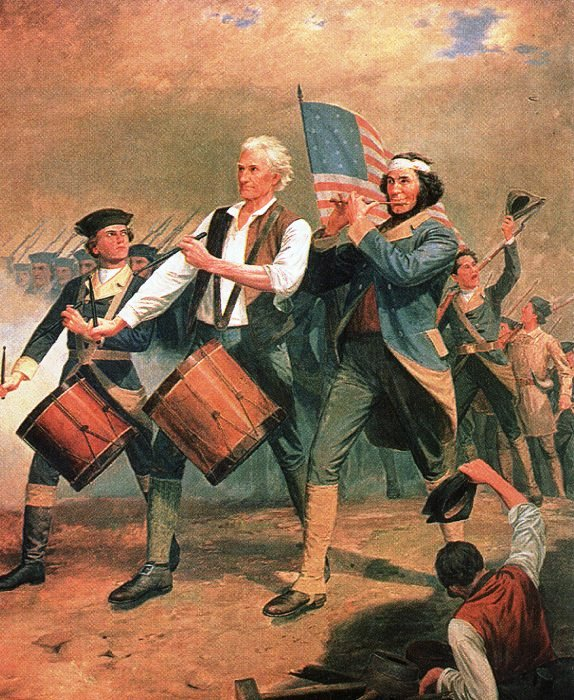
Pintura Espíritu del '76 de A. m. Willard, 1857, luciendo pífano y tambores.

La música marcial o música militar es un género específico de música destinado para su uso en entornos militares. Gran parte de la música militar ha sido compuesta para anunciar eventos militares como con cantos de trompetas y fanfarrias, o acompañar a formaciones de marcha con cadencias de tambor, o marcar ocasiones especiales como por bandas militares. Sin embargo, la música se ha empleado en la batalla durante siglos, a veces para intimidar al enemigo y otras veces para alentar a los combatientes, o para ayudar en la organización y el calendario de las acciones en la guerra. Dependiendo de la cultura, se han utilizado una variedad de percusión e instrumentos musicales, como tambores, pífanos, clarines, trompetas u otros cuernos, gaitas, triángulos, platillos, así como bandas militares más grandes o orquestas completas. Aunque parte de la música marcial ha sido compuesta en forma escrita, otra música ha sido desarrollada o enseñada por el oído, como llamadas a cornetas o cadencias de batería, dependiendo de la memoria del grupo para coordinar los sonidos.

## Tipos

### Música de marcha
La noción de música de marcha comenzó a tomarse prestada del Imperio otomano  en el siglo XVI. Se creía que los otomanos habían introducido las primeras bandas militares en el siglo XIII, llamadas bandas de mehter o jenízaros. La música se caracteriza por un sonido a menudo agudo que combina bombo, cuerno (boru), campanas, triángulo y platillos (crótalos) y muchos otros instrumentos tradicionales. El sonido asociado con el mehterân ejerció una influencia en la música clásica europea, con compositores como Joseph Haydn, Wolfgang Amadeus Mozart y Ludwig van Beethoven escribiendo composiciones inspiradas o diseñadas para imitar la música otomana.

### Canciones de marcha
Las canciones de marcha, generalmente con letras patrióticas y en ocasiones nostálgicas, a menudo son cantadas por soldados mientras marchan. Las canciones invariablemente presentan un ritmo sincronizado con la cadencia de la marcha. Hay muchos ejemplos de la guerra civil estadounidense, como "Marchando la canción del primer Arkansas" y "El cuerpo de John Brown". "P'tit quinquin fue popular durante la guerra franco-prusiana de 1870. La Guerra Boer generó numerosas canciones de marcha, entre las que se conoce" Marching to Pretoria ". "Es un largo camino hacia Tipperary" fue una canción de marcha de la Primera Guerra Mundial que se convirtió en un éxito popular. Una de las canciones de la guerra más duraderas de esa guerra es probablemente el "Marcha del Coronel Bogey", que fue popular en la Segunda Guerra Mundial como la frase "Hitler solo tiene un huevo", la canción que se hizo famosa más tarde como parte del banda sonora de El puente sobre el río Kwai. La "Marcha Dadao" fue una canción patriótica cantada en China durante la Segunda Guerra Sino-Japonesa. "Ejército blanco, Barón negro" fue escrita como un himno de combate para el Ejército Rojo de Rusia en 1920, mientras que "Erika" fue cantado por el ejército alemán durante la Segunda Guerra Mundial. Véase también Canciones de la Guerra Civil Española. 

### Toques de corneta
El toque de corneta es una melodía corta, para anunciar eventos programados y no programados determinados en una instalación militar, campo de batalla, o barco. Estas piezas musicales cortas se tocan desde un instrumento llamado corneta, que ha sido utilizado por militares como medio de comunicación. Este instrumento se puede escuchar desde lejos y en ambientes muy ruidosos (durante la batalla). Es una forma muy efectiva de dar órdenes y comunicarse. Aunque ya no son requeridos por los ejércitos para comunicarse, estas piezas de música todavía se tocan para la tradición y durante las ceremonias. Llamadas de corneta conocidas incluyen "Taps", "The Last Post" y "Reveille". Véase también: El Degüello.

### Ruffles Y flourishes
Los volantes y los adornos son fanfarrias de música ceremonial para las personas o grupos distinguidos. Los volantes generalmente se tocan en tambores, y los toques florales se tocan en cornetas. Los oficiales comisionados reciben una colmena y florecen, los generales mayores consiguen dos, los tenientes generales tres, y los generales de cuatro estrellas y el presidente reciben cuatro.
Se dan comúnmente en los Estados Unidos.

### Música grabada
La guerra de Vietnam produjo un hit en 1966, "Balada de los boinas verdes", que tiene un ritmo marcial. El éxito "Amen" de 1964 de Curtis Mayfield también presenta un ritmo de marcha, como lo hace el éxito estadounidense Top 40, "Burning Bridges" de The Mike Curb Congregation (1971). En Vietnam y en particular en la Segunda Guerra del Golfo y en Afganistán, la música grabada (a menudo con música rap) ha sido utilizada por algunos soldados mientras viajan, se preparan y participan en la batalla. Artistas como Eminem han escrito canciones con referencia específica a las guerras actuales, incluyendo "Bagpipes From Baghdad".

## Instrumentos

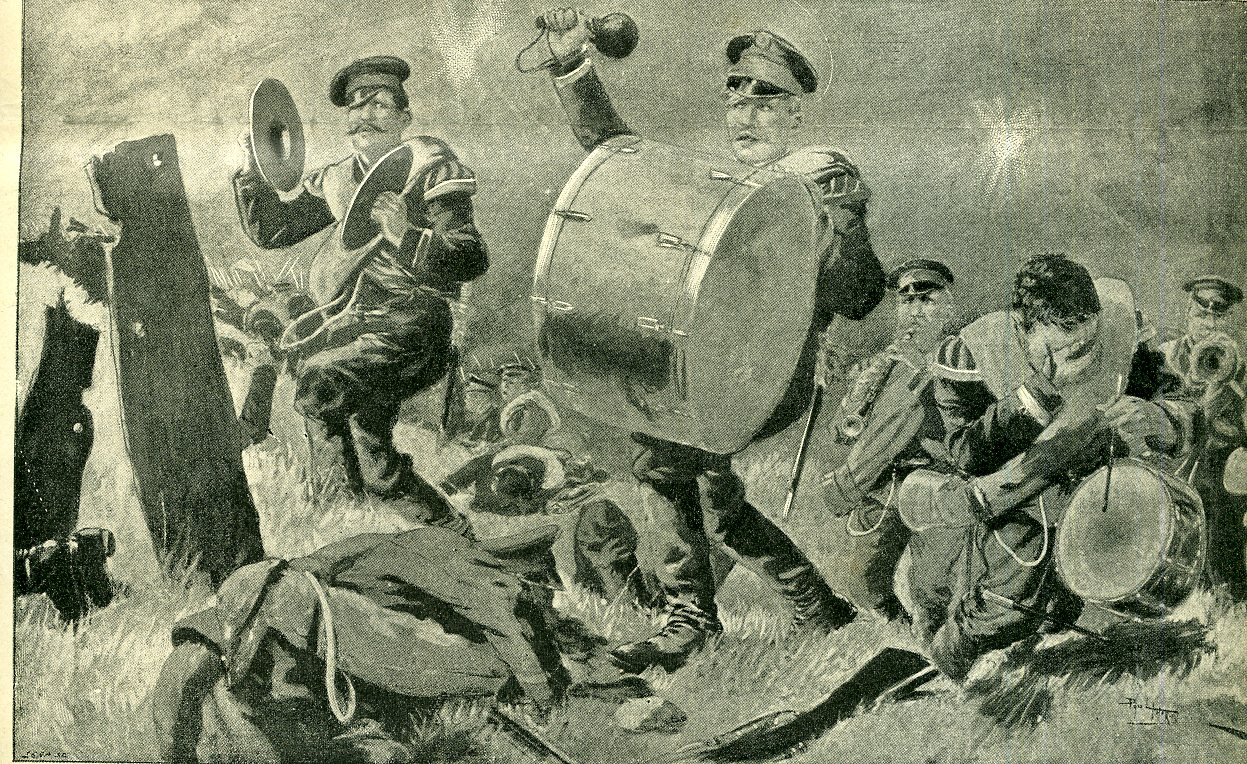
Liderando un ataque, 1904

Históricamente, las trompetas, los tambores, los platillos, las gaitas y otros instrumentos musicales ruidosos se usaron para una comunicación clara en medio del ruido y la confusión de un campo de batalla. Se transportan fácilmente mientras el instrumentista está en movimiento, es decir, marchando. Las adiciones modernas incluyen el glockenspiel vertical y varios instrumentos de metal como el trombón y el sousafón, que a menudo son utilizados por bandas militares.

### Tambor
Las tropas chinas usaban tambores tàigǔ para motivar a las tropas, para ayudar a establecer un ritmo de marcha y para convocar órdenes o anuncios. Por ejemplo, durante una guerra entre Qi y Lu en 684 a. C., el efecto del tambor en la moral del soldado se emplea para cambiar el resultado de una batalla importante. A finales del siglo XIV surgieron los primeros timbales.en conjuntos militares otomanos conocidos como bandas de jenízaros. Durante los siglos XV y XVI, las bandas de jenízaros comenzaron a influir en los músicos de la corte europea con nuevos instrumentos de percusión, como los timbales, conocidos originalmente como Kös, platillos y sonajeros. El cuerpo de fife y tambores de soldados mercenarios suizos también usaba tambores. Utilizaron una versión temprana del tambor de batería que se colocó sobre el hombro derecho del músico, suspendido por una correa (generalmente se utilizaba con una mano usando el agarre tradicional). De manera similar, durante la Guerra Civil Inglesa, los oficiales subalternos llevaban los tambores con tensión de cuerda como medio para transmitir órdenes de los oficiales superiores sobre el ruido de la batalla. Estos también se colgaron sobre el hombro del baterista y generalmente se tocaban con dos tambores. Diferentes regimientos y compañías tendrían ritmos distintivos y únicos que solo ellos reconocerían.

### Trompeta

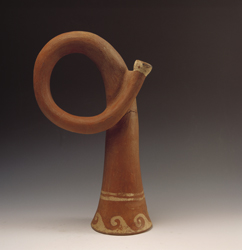
Trompeta peruana, 300 d. C.

Las trompetas más tempranas eran instrumentos de señalización utilizados con fines militares o religiosos y la corneta moderna continúa con esta tradición de señalización. Véase también: Fanfarria.
Los oficiales al mando daban órdenes a través del sonido de la trompeta porque contenía un tono agudo y un volumen alto que significaba que podía escucharse en medio del combate. Las trompetas de caballería tenían un timbre diferente, de modo que sus llamadas no serían confundidas con otros sonidos que estaban destinados a la infantería.

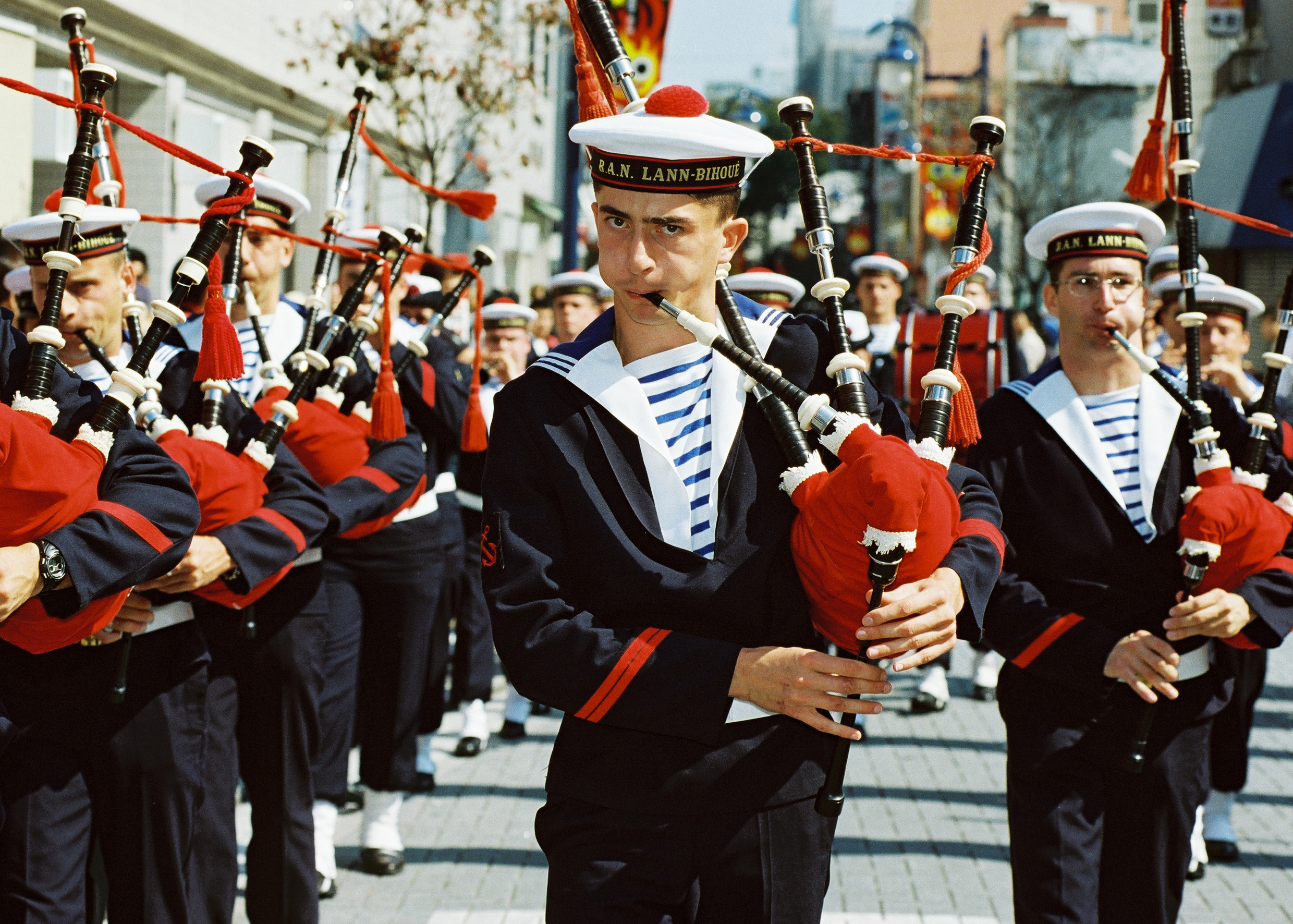
Banda de gaita naval francesa.

### Gaita
Un instrumento que contiene un sonido penetrante y una melodía alegre debe interpretarse al aire libre, su objetivo principal era inspirar a hombres y mujeres en medio del conflicto. También se utilizaba en duelo por los caídos y para celebrar la victoria. La música se tocaba en la preparación para la batalla, pero no durante la misma.
La evidencia textual para el uso de gaitas escocesas en la batalla data de 1396, cuando los registros de la Batalla de North Inch of Perth hacen referencia a "gaitas" que se llevan a la batalla, aunque se cree que las gaitas fueron originalmente destinadas a la música pacífica. Los irlandeses también se inspiraron en las gaitas, como lo atestigua en este relato de 1586: "Este tipo de instrumento se lleva a cabo entre los irlandeses para ser una piedra de afilar para el coraje marcial: porque así como otros soldados se agitan con el sonido de las trompetas, estimulado a luchar por el ruido de este asunto.

### Shawm

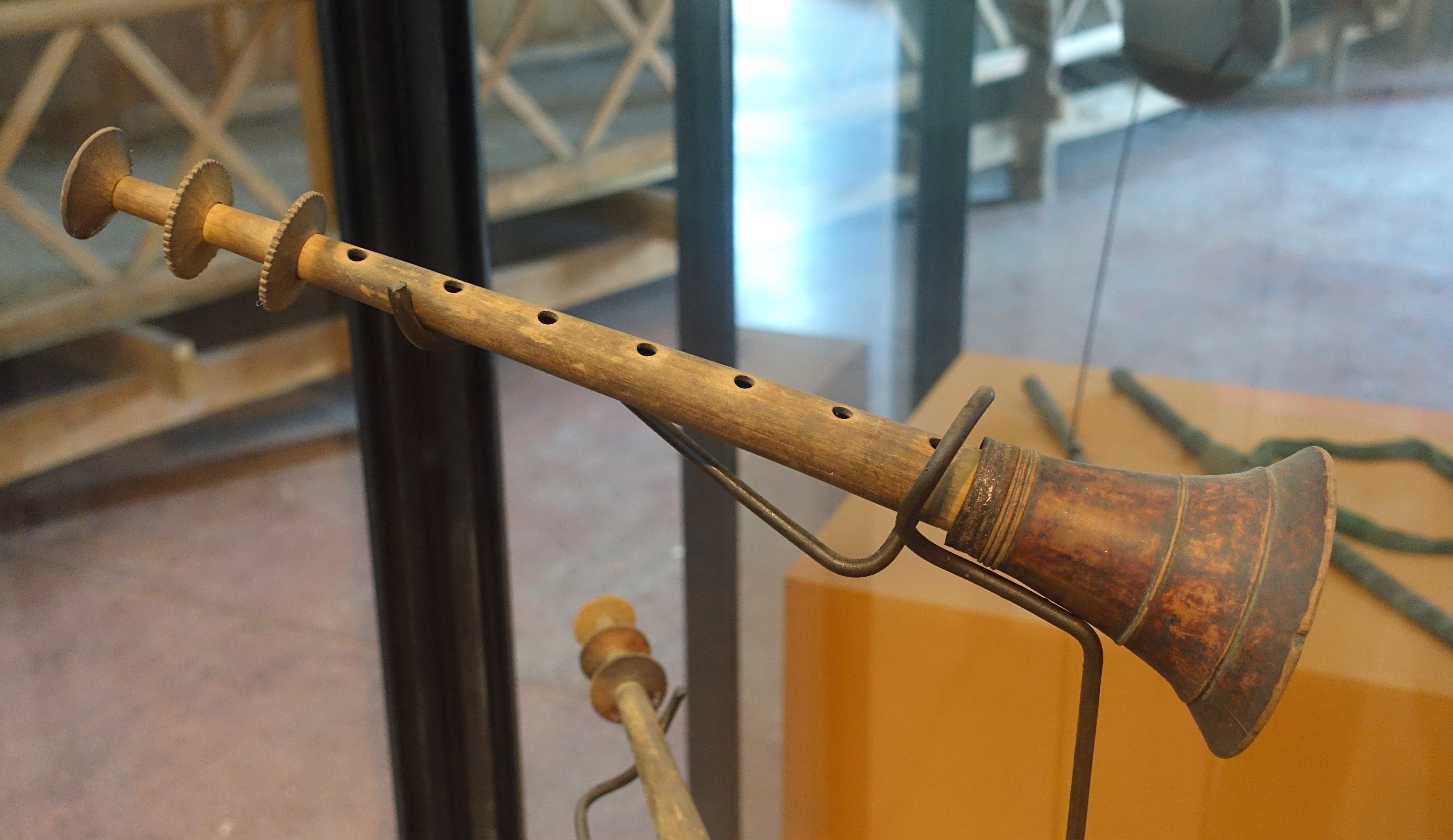
Shawm en exhibición en el Museo de Etnología de Vietnam

Uno de varios instrumentos de viento de madera utilizados en la batalla desde el siglo XII. Este instrumento se hizo popular durante el Renacimiento. Se cree que es un sucesor del instrumento, el zurna. Se usó sobre todo como un instrumento militar. El ruido abrumador proveniente de este instrumento se usó como un arma psicológica. La chawm eventualmente encontró su camino a Europa durante las Cruzadas. Véase también Shawm.

## Lectura adicional
- Mark Un. Snell Y Bruce C. Kelley, editores, Clarín Resounding: Música y Músicos de la era de Guerra Civil, Conferencia Nacional encima Música de la Era de Guerra Civil, 2004.
- Lee Andresen, Notas de Batalla: Música de la Guerra de Vietnam, Savage Prensa, 2003.
- John H. Beck, Enciclopedia de Percusión, Routledge Press, 2007.

- Datos: Q6774721
- Multimedia: Military music / Q6774721